# Престон, Льюис
Льюис Томпсон Престон (англ. Lewis Thompson Preston; 5 августа 1926, Нью-Йорк — 4 мая 1995, Вашингтон) — американский банкир. Также работал в должности 8-го президента Всемирного банка.

## Ранние годы
Льюис Томпсон Престон родился 5 августа 1926 года в Нью-Йорке. Служил в Корпусе морской пехоты Соединённых Штатов во время Второй мировой войны. Окончил Гарвардский университет в 1951 году со степенью в истории. Был капитаном сборной Соединённых Штатов по хоккею с шайбой на Зимних Олимпийских играх 1948 года. В 1951 году поступил на работу в «JP Morgan» в качестве стажёра. В 1966 году был назначен главой лондонского офиса «JP Morgan».